# Balmis
Balmis (arab. بلميس) – miejscowość w Syrii, w muhafazie Idlib. W 2004 roku liczyła 1346 mieszkańców.